# Presnel Kimpembe
Presnel Kimpembe (født 13. august 1995 i Beaumont-sur-Oise, Frankrig) er en fransk fodboldspiller (midterforsvarer/venstre back). Han spiller for Paris Saint-Germain i Ligue 1.

## Klubkarriere
Kimpembe blev indrullet i Paris Saint-Germains ungdomssystem allerede i 2005, og spillede de følgende mange år på klubbens ungdomshold. Han blev rykket op i seniortruppen i 2013, og debuterede for klubbens førstehold 17. oktober 2014 i en Ligue 1-kamp mod Lens.

## Landshold
Kimpembe står (pr. maj 2018) noteret for én kamp for det franske landshold, som han debuterede for 27. marts 2018 i en venskabskamp mod Rusland. Han var en del af den franske trup til VM 2018 i Rusland.
Kimpembe spillede desuden i årene 2015-16 11 kampe for det franske U/21-landshold.